# Pumenengo
Pumenengo är en ort och kommun i provinsen Bergamo i regionen Lombardiet i Italien. Kommunen hade 1 722 invånare (2018).